# Пауэрлифтинг на Всемирных играх 1993
Пауэрлифтинг на Всемирных играх 1993 года включал розыгрыш шести комплектов медалей.

## Призёры

### Мужчины
| Дисциплина  | Золото             | Серебро         | Бронза          |
| ----------- | ------------------ | --------------- | --------------- |
| Лёгкий вес  | Джеральд МакНамара | Родни Хиполайт  | Сергей Журавлёв |
| Средний вес | Франк Шрамм        | Хис Ичин        | Уолт Форси      |
| Тяжёлый вес | Джин Белл          | Виктор Налейкин | Брайн Рейнольдс |

### Женщины
| Дисциплина  | Золото         | Серебро       | Бронза          |
| ----------- | -------------- | ------------- | --------------- |
| Лёгкий вес  | Клаудин Коньяк | Райя Коскинен | Хема Кристобаль |
| Средний вес | Кэрри Будро    | Баета Амдаль  | Ингеборд Маркс  |
| Тяжёлый вес | Кэти Миллен    | Тэмми Дианде  | Шелби Корсон    |